# Типи домінування руки
Домінуюча рука — ознака, що виникає через неоднаковий розвиток моторних навичок між лівою й правою руками. Людину, яка більшою мірою володіє правою рукою, називають декстралом (правшею), а того, хто частіше використовує ліву руку — сенестралом (шульгою). Меншість людей однаково володіє обома руками. Їх називають амбідекстрами. Людей, яким складно використати обидві руки, називають амбісіністрами (ambisinister, від лат. ambi — «обоє» і sinister — «лівий»). Рухові навички амбісіністрів або людей з менш розвиненим рівнем спритності можуть бути результатом виснажливої фізичної праці.

## Чотири типи домінування руки

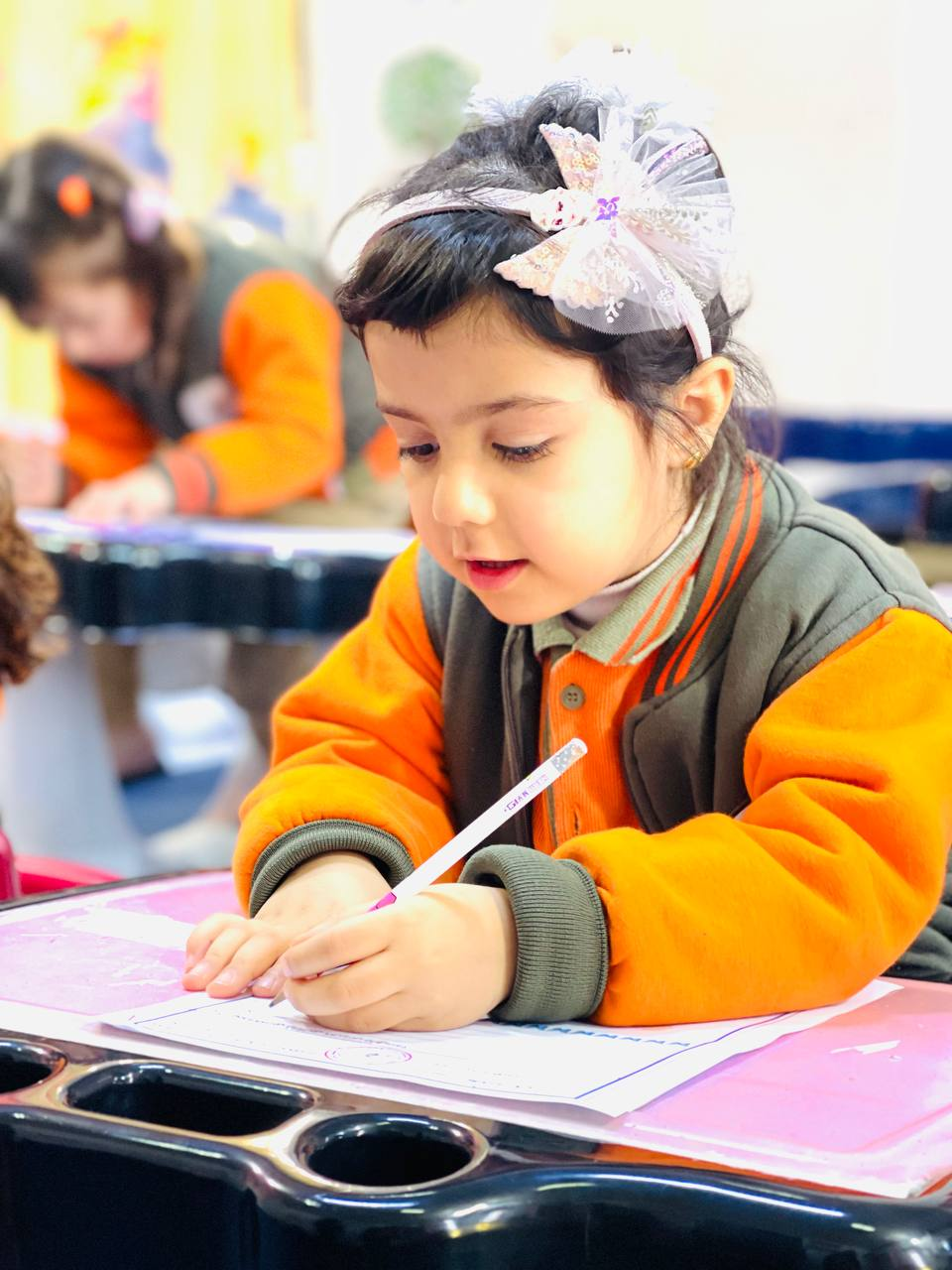
Учениця пише лівою рукою

Виділяють чотири основні типи домінування руки.
- Переважання правої руки є найбільш поширеним явищем. Де́сни більшою мірою володіють правою рукою і використовують її як основну.
- Переважання лівої руки поширене меншою мірою. Приблизно 8—15 % людей є шульгами.
- Амбідекстрія трапляється дуже рідко. Людина-амбідекстр здатна виконати будь-яке завдання однаково добре будь-якою рукою. Ця навичка може бути генетично набута. Також її можна розвинути самотужки.
- Змішане переважання, також відоме як поперекове панування рук — рідкісний тип переважання руки, при якому різні завдання краще виконуються різними руками. Наприклад, такі люди можуть краще писати правою рукою, а впевненіше кидати м'яч лівою. Домінуючою зазвичай вважається та рука, яку людина використовує для письма, тому цей тип переважання зазвичай не згадується.

## Теорії домінування руки
Сучасні теорії розглядають розвиток переважання руки з різних позицій. Одна з теорій припускає, що переважання руки — це звичайне надання переваги до її використання, оскільки дві руки все одно співпрацюють одна з одною, тільки на більш високому рівні. Наприклад, виконати запис на шматочку паперу, використовуючи тільки одну руку, дуже складно. До цього процесу має бути притягнена й інша рука, яка, своєю чергою, притримуватиме папір. Проте це не пояснює, чому людина у більшості випадків пише саме правою рукою, притримуючи листок паперу лівою, а не навпаки.

### Соціальні теорії
У процесі еволюції відбувається природний добір. Він зміцнює і розвиває необхідні навички, відсіваючи при цьому рідкісні. Проте, серед людського населення продовжує зберігатися «популяція шульг». З цього можна зробити наступні висновки:
- будь-які незручності, пов'язані з рисами меншості, є менш вагомими, ніж переваги, які мають люди-шульги;
- існує деякий рід залежності вигоди бути шульгою або десною відповідно до відносного числа кожного з типів у популяції.

Цю теорію досліджували 2004 року учені Форрі (Faurie) і Реймонд (Raymond). Дослідження доповнювалися даними про успіхи шульг у спортивних змаганнях. Це продемонструвало перевагу шульг у поєдинках. Відсоток шульг корелює з кількістю насильства в суспільстві (у дослідженнях як міра використовували відсоток вбивств). Проте зустрічне припущення про те, що зростання відсотка насильства призводить до збільшення кількості шульг, не знайшло підтвердження у дослідженнях.

### Біологічні теорії
Існує безліч свідчень того, що рівень тестостерону, що отримується дитиною в утробі матері, впливає на будову мозку (теорія Гешвінда — Галабурда) Однією з теоретичних причин появи шульг називають високі дози передстатевого тестостерону. Причиною появи цієї теорії стали статистичні дані, які свідчать, що серед чоловіків шульги зустрічаються трохи частіше. Проти цієї теорії свідчить те, що в таких країнах, як-от Швеція, Норвегія й Фінляндія, де найменш виражений вплив гендерних стереотипів, у ряді регіонів не відмічено переважання чоловіків серед шульг. У країнах, де існує чітке розмежування гендерних ролей, кількість жінок серед шульг значно нижча.

## Асиметрія внутрішніх органів
Зовнішні органи є практично симетричними, тоді як внутрішні органи: серце, легені, печінка, селезінка, шлунково-кишковий тракт — є асиметричними.